# الآثار الكلاسيكية

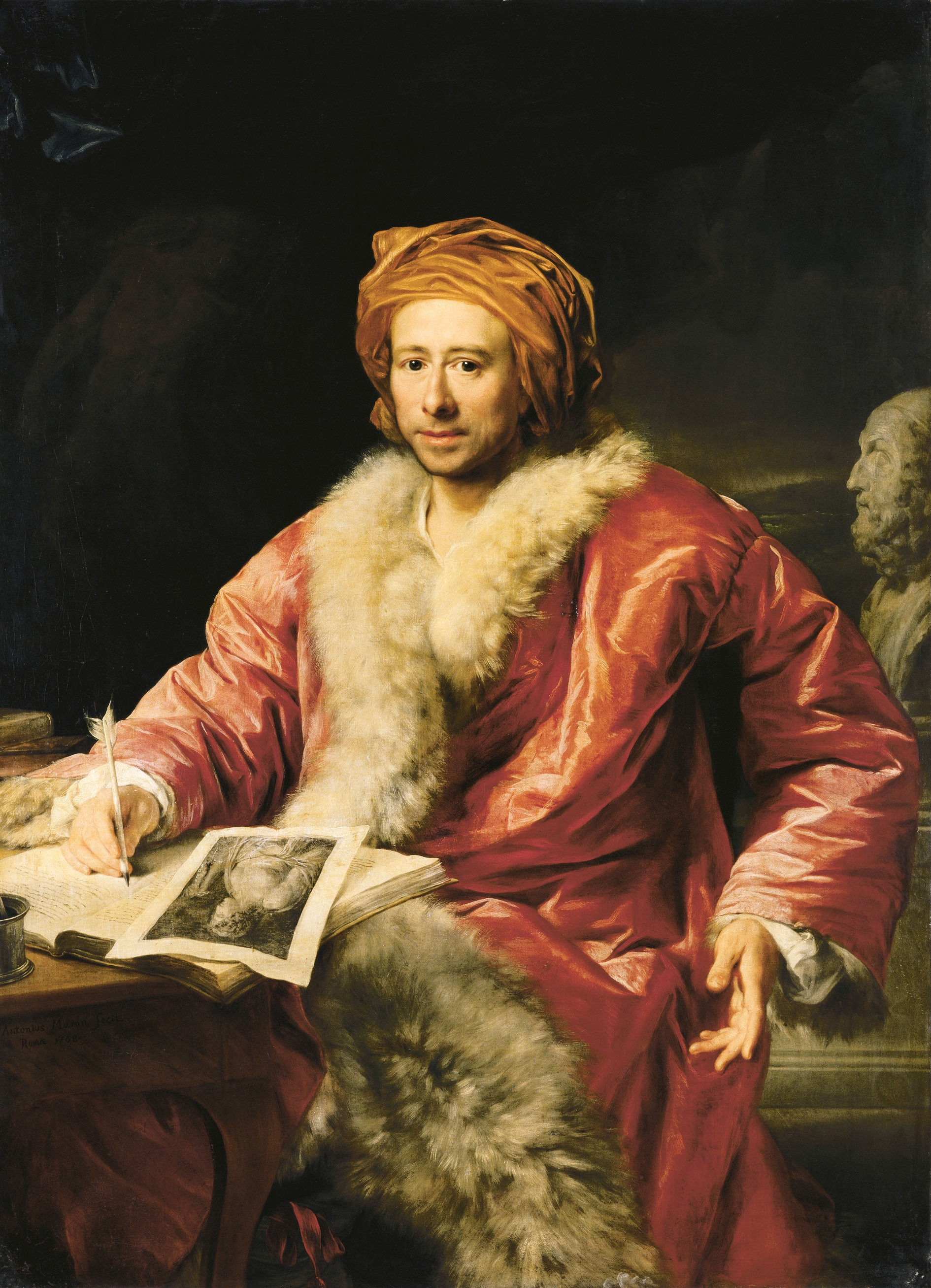

الآثار الكلاسيكية (classical archaeology) أو علم الآثار اليونانية والرومانية (Greek and Roman archaeology) هو علم يهتم بدراسة آثار الحضارة اليونانية و الرومانية بشكل رئيسي سواء في بلاد اليونان الاصلية - شبه جزيرة البيلوبونيز- أو مدن الساحل الاسيوي أو شبه الجزيرة الإيطالية ،في الفترة منذ فجر التاريخ وحتي سقوط روما.
بالإضافة إلى بعض الحضارات السابقة مثل (الحضارة المينوية - الحضارة الموكينية - الحضارة الكيكلادية - حضارة طروادة - الحضارة الإتروسكية)
و تتضمن دراسة الآثار الكلاسيكية الفنون الكبري مثل فن العمارة و النحت و التصوير، بالإضافة للفنون الصغري مثل النسيج و العملة والحلي وغيرها من الفنون.